# Phyllanthus acidus
girembellier
Espèce
Classification phylogénétique
Synonymes
- Averrhoa acida L. - basionyme
- Cicca acida (L.) Merr.
- Cicca acidissima Blanco
- Cicca disticha L.
- Cicca nodiflora Lam.
- Phyllanthus acidissimus (Blanco) Müll. Arg.
- Phyllanthus cicca Müll. Arg.
- Phyllanthus distichus (L.) Müll.Arg.
- Phyllanthus distichus Hook. & Arn.[1]

Le girembellier (Phyllanthus acidus) est une espèce de plantes à fleurs de la famille des Euphorbiaceae, ou des Phyllanthaceae selon la classification phylogénétique. C'est un arbre de Madagascar répandu également dans le sud asiatique. 
Son fruit est appelé girembelle, surelle, surette, surelle ou groseille étoilée, mais aussi star gooseberry (anglais), grossela (espagnol). Il est comestible, mais d'un goût assez acide.
Dans la cuisine vietnamienne, la feuille du girembellier est utilisée pour aromatiser les nems chua. En Guadeloupe, la surelle peut être utilisée confite pour sucrer le ti-punch ou pour élaborer le « punch surelle. »
Phyllanthus acidus ne doit pas être confondu avec Sauropus androgynus avec qui il partage certains de ses noms vernaculaires (ex. : star gooseberry).

## Noms vernaculaires
Phyllanthus acidus tient une place importante dans les cultures asiatiques, aussi a-t-il de nombreux noms vernaculaires parmi les langues parlées dans la région, on peut citer :
- Allemagne : Sternstachelbeerbaum
- Anglais : Country Gooseberry, Indian Gooseberry, Malay Gooseberry, Otaheite Gooseberry, Star Gooseberry, Tahitian Gooseberry, West Indian Gooseberry
- Brésil : Groselha (portugais brésilien)
- Birmanie : Thinbozihyoo, Mak-Hkam-Sang-Paw
- Chine : E Mei Shu
- Costa Rica : Grosella (espagnol)
- Chamorro : Iba
- Cuba : Cerezo Occidental, Grosella (espagnol)
- France : Grosella, Cerisier de Tahiti, Cherimbelier, Phyllanthe Sour, Surelle, Surette de la Martinique, Groseillier des Antilles (Antilles françaises), Surette, Mue (tahitien)
- Ghana : Dunyan (Haoussas)
- Guatemala : Grosella (espagnol)
- Guinée-Bissau : Azedinha (Crioulo)
- Inde : Chalmeri, Chota Aonla, Harfauri, Harparauri, Harphanevadi, Harpharevadi (hindi), Rajamvali (Konkani), Gihori (Manipuri), Harparrevdi, Harpharori, Roi-Avala (Marathi), Lavali, Laveni, Pandu, Skandhaphara (sanskrit), Aranelli (tamoul), Harfarauri (ourdou), Jimbling, Chalmeri, Harpharori, Kirinelli, Hariphal, Rachayusirika
- Indonésie : Ceremoi (Aceh), Cermen (Balinais), Careme (madurais), Ceremai (malais), Carameng (Sulawesi), Careme, Cerme (Sundanais), Karsinta, Kemlaka, Kemloko
- Jamaïque : Cheramina, Jimbling, Short Jimbelin
- Cambodge : Kântûet, Kântouot Srôk, Sloek Morom
- Laos : Nhom Baan, Mak-Nhom
- Malaisie : Cermai, Ceremai, Cermela, Camincamin, Kemangur
- Mexique : Manzana Estrella (Spanish)
- Népal : Harii Phala, Kaathe Amalaa, Paate Amalaa
- Nicaragua : Grosella (espagnol)
- Philippines : Layoan (Bikol), Bangkiling, Poras, Kagindi (Bisaya), Bagbagútut Karmay, Karmai, Karamai, Bagbagutut (Ilocano), Iba (Pampangan), Iba, Bangkiling, Karmai (Tagalog)
- Portugal : Cerejeira-Do-Taiti
- Porto Rico : Cereza Amarilla, Cerezo De La Tierra, Cerezo Comun (espagnol)
- Salvador : Ciruela Corteña, Guinda, Pimienta (espagnol)
- Samoa : Vine
- Sénégal : Azedina (Crioulo)
- Espagnol : Grosellero, Guinda
- Thaïlande : Mayom
- Venezuela : Cerezo Agrio (espagnol)
- Vietnam : Chùm Ruôt, Tâm Ruôt

## Galerie

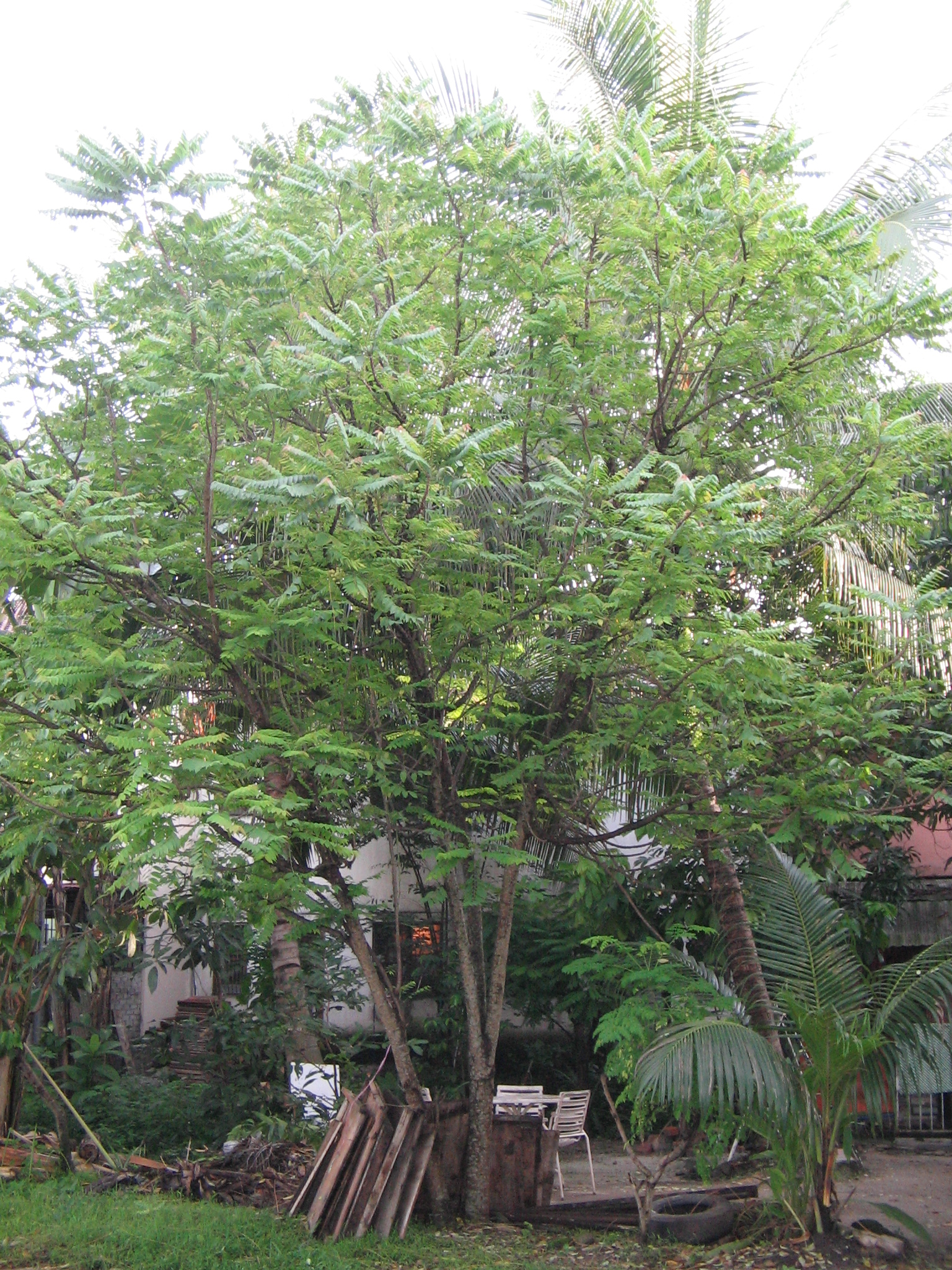
Vue d'ensemble de Phillanthus acidus adulte en Malaisie.
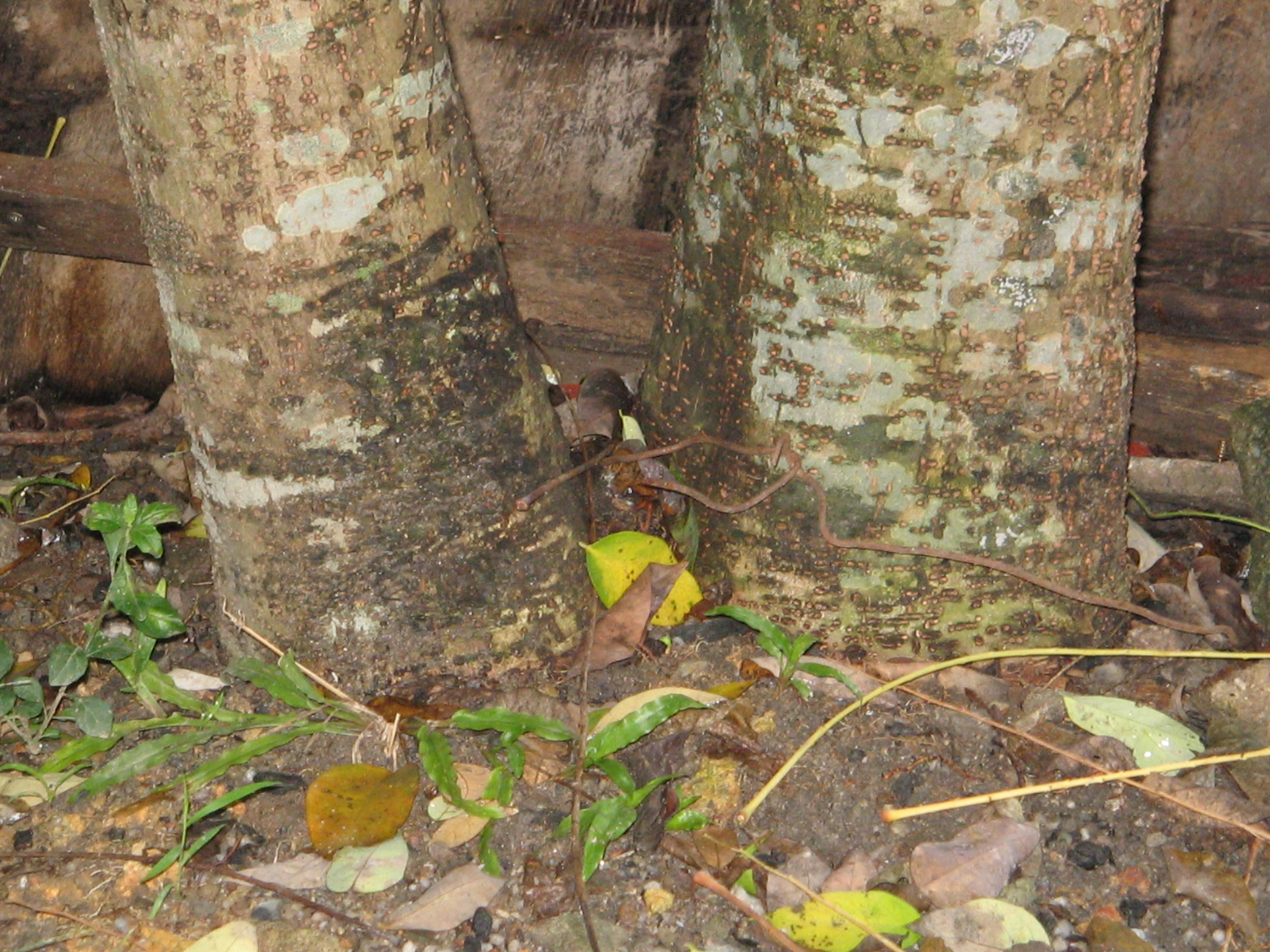
Souche de Phillanthus acidus en Malaisie.
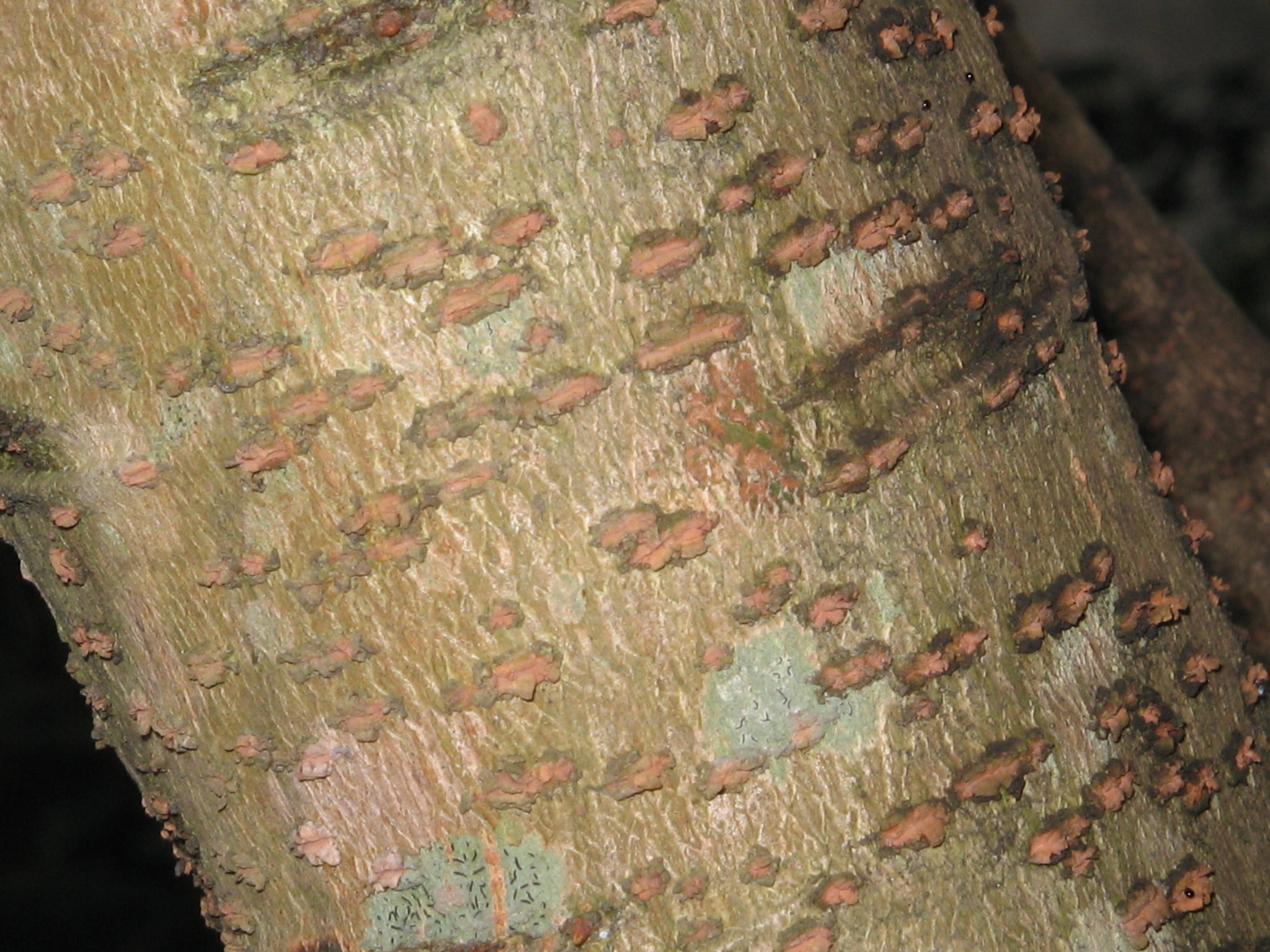
Ecorce couverte de lenticelles de Phillanthus acidus en Malaisie.
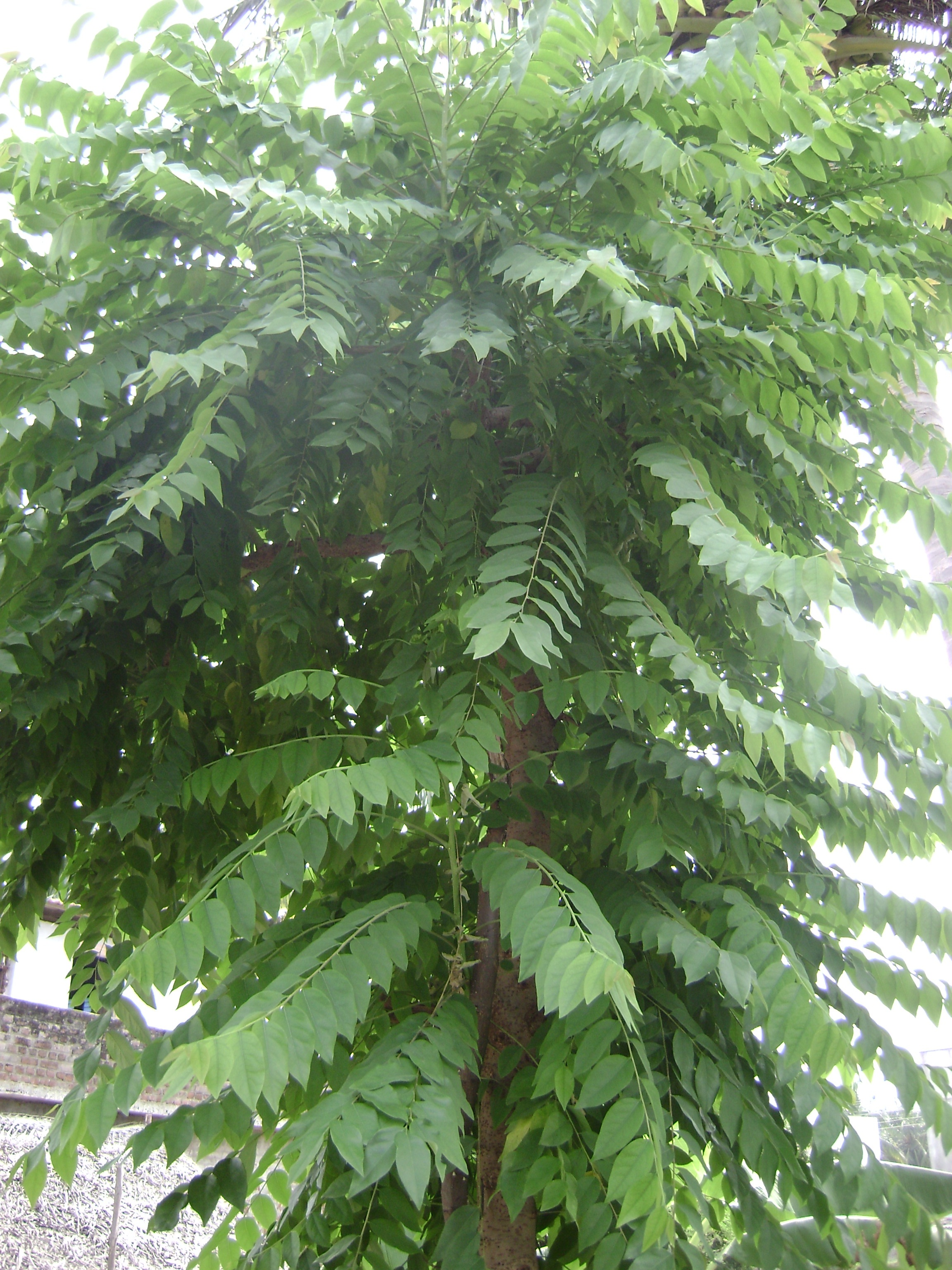
Feuillage de Phillanthus acidus.
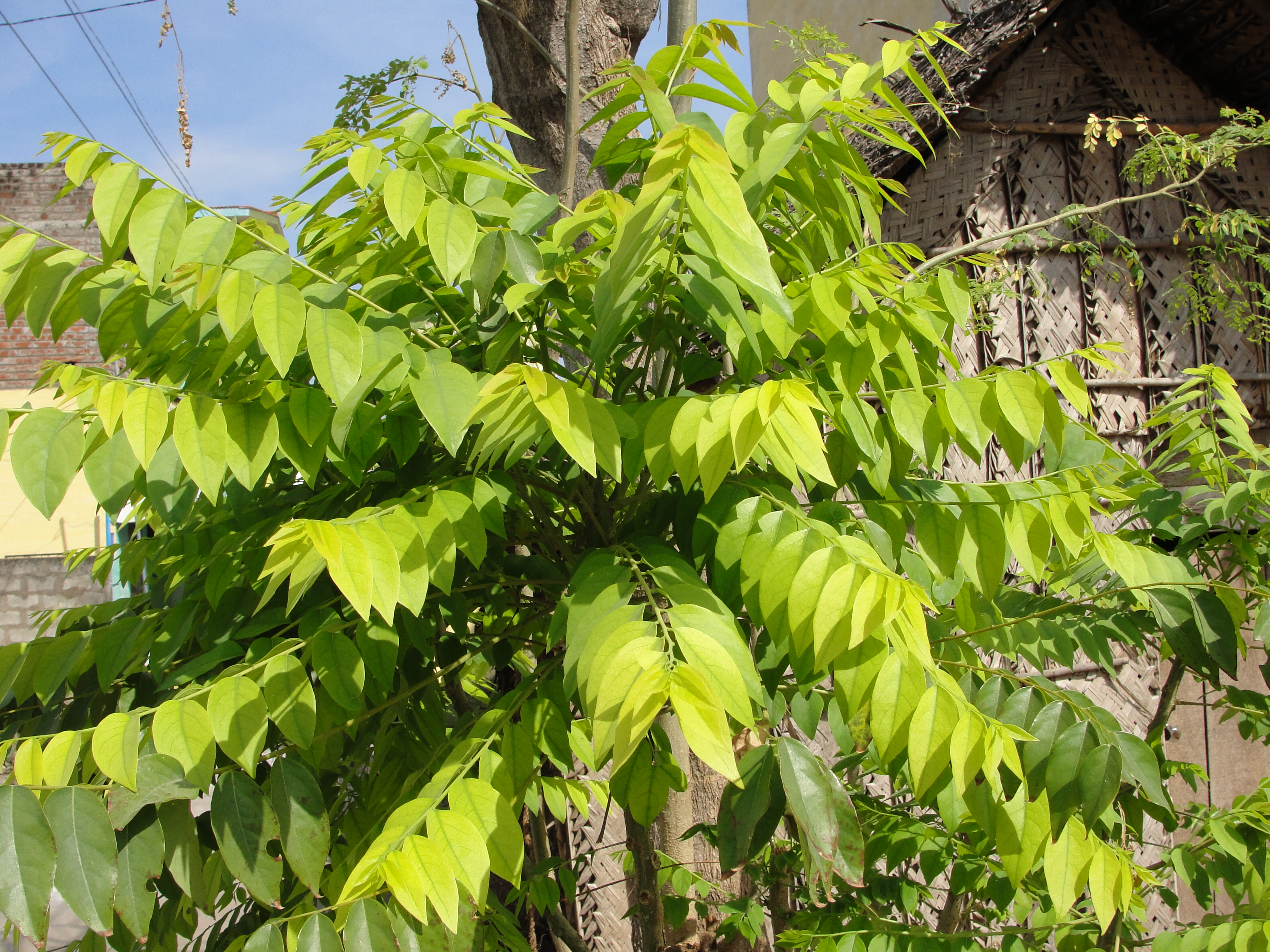
Houppier d'un jeune individu dans le district de Salem (Inde).
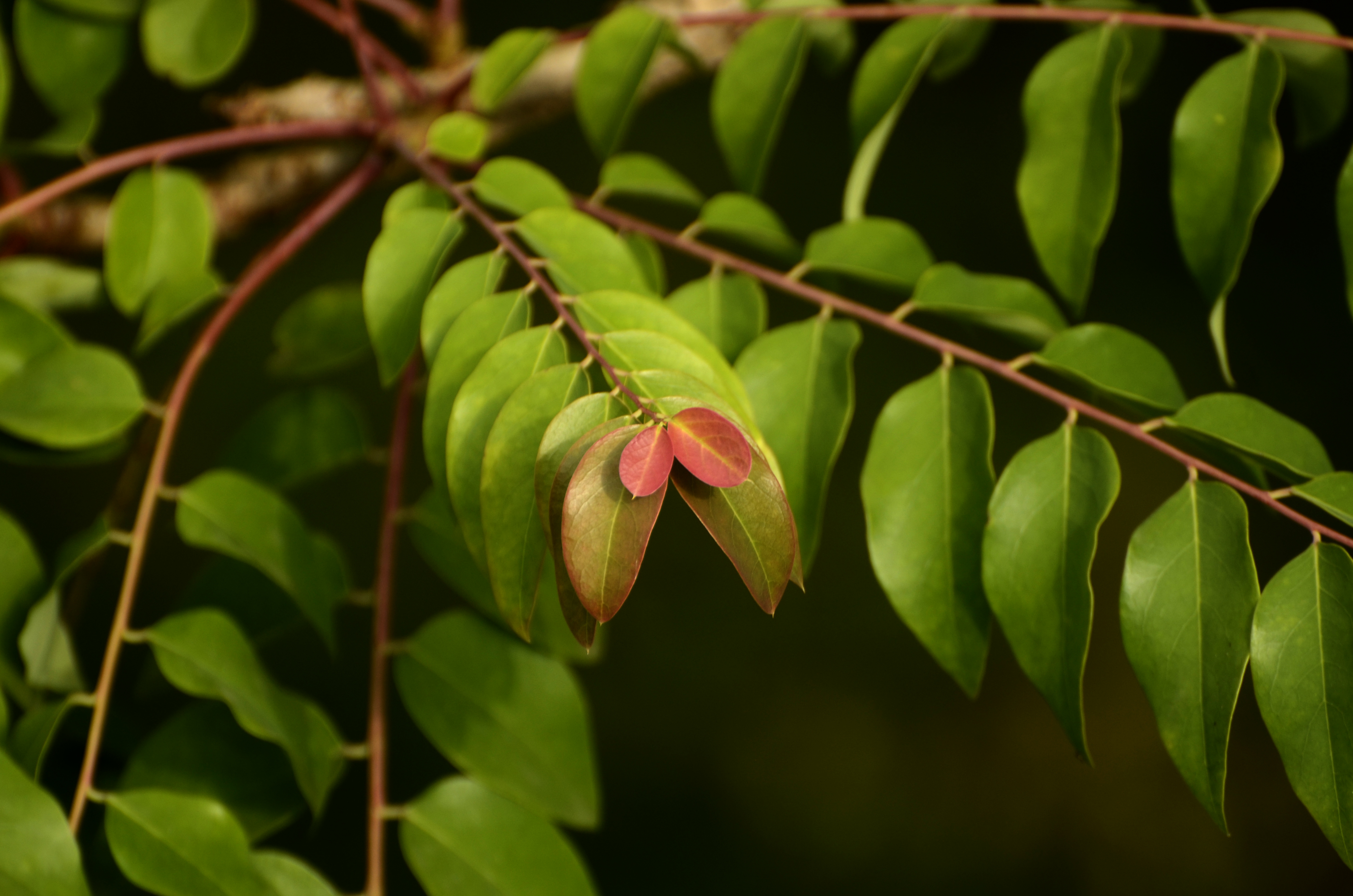
Jeune feuillage de Phillanthus acidus.
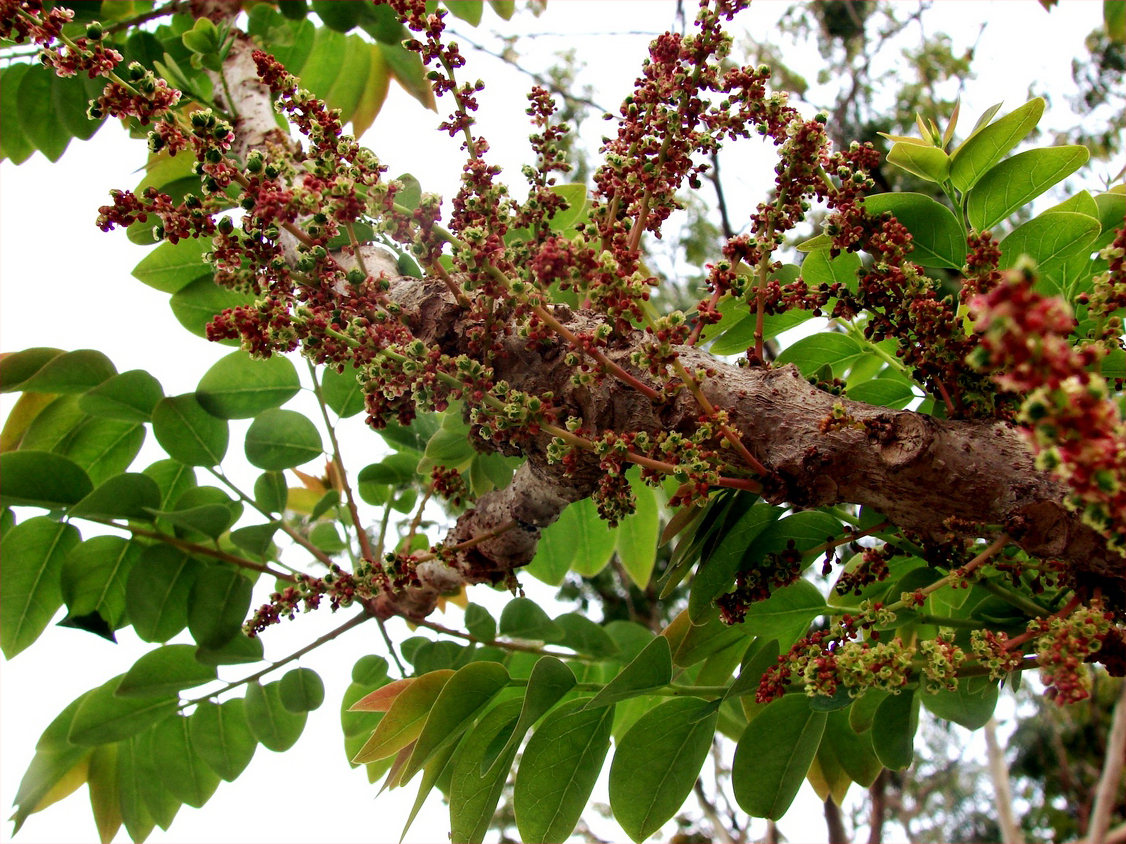
Grappes de fleurs, dans un jardin à Brisbane (Australie).
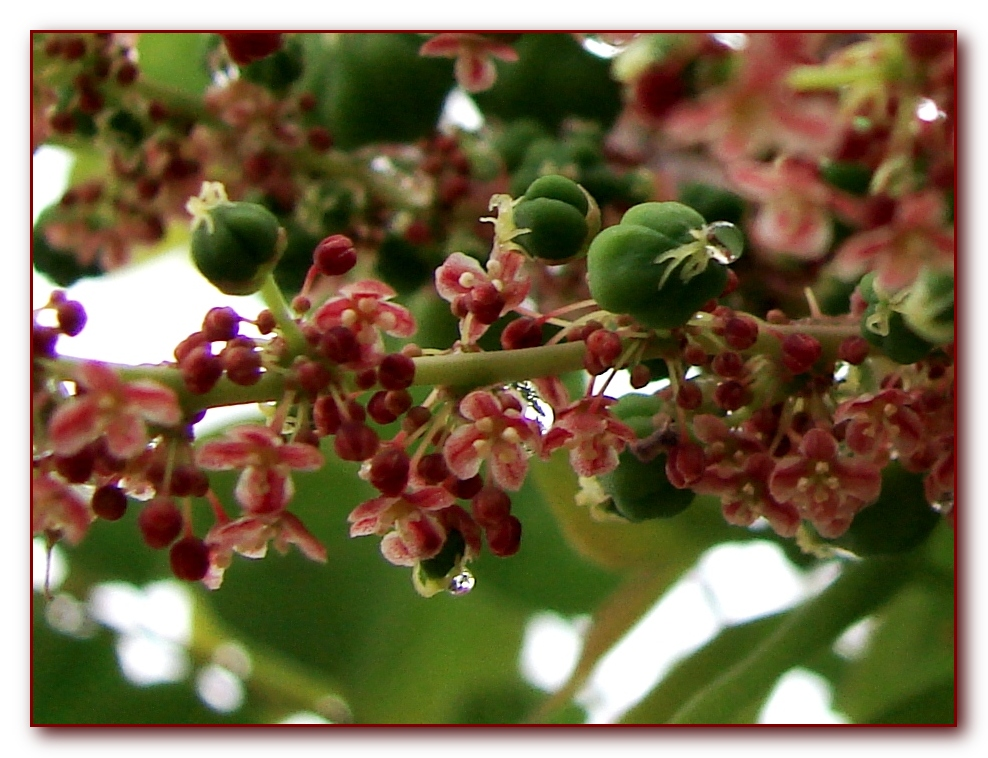
Fleurs et détail de jeunes fruits verts.
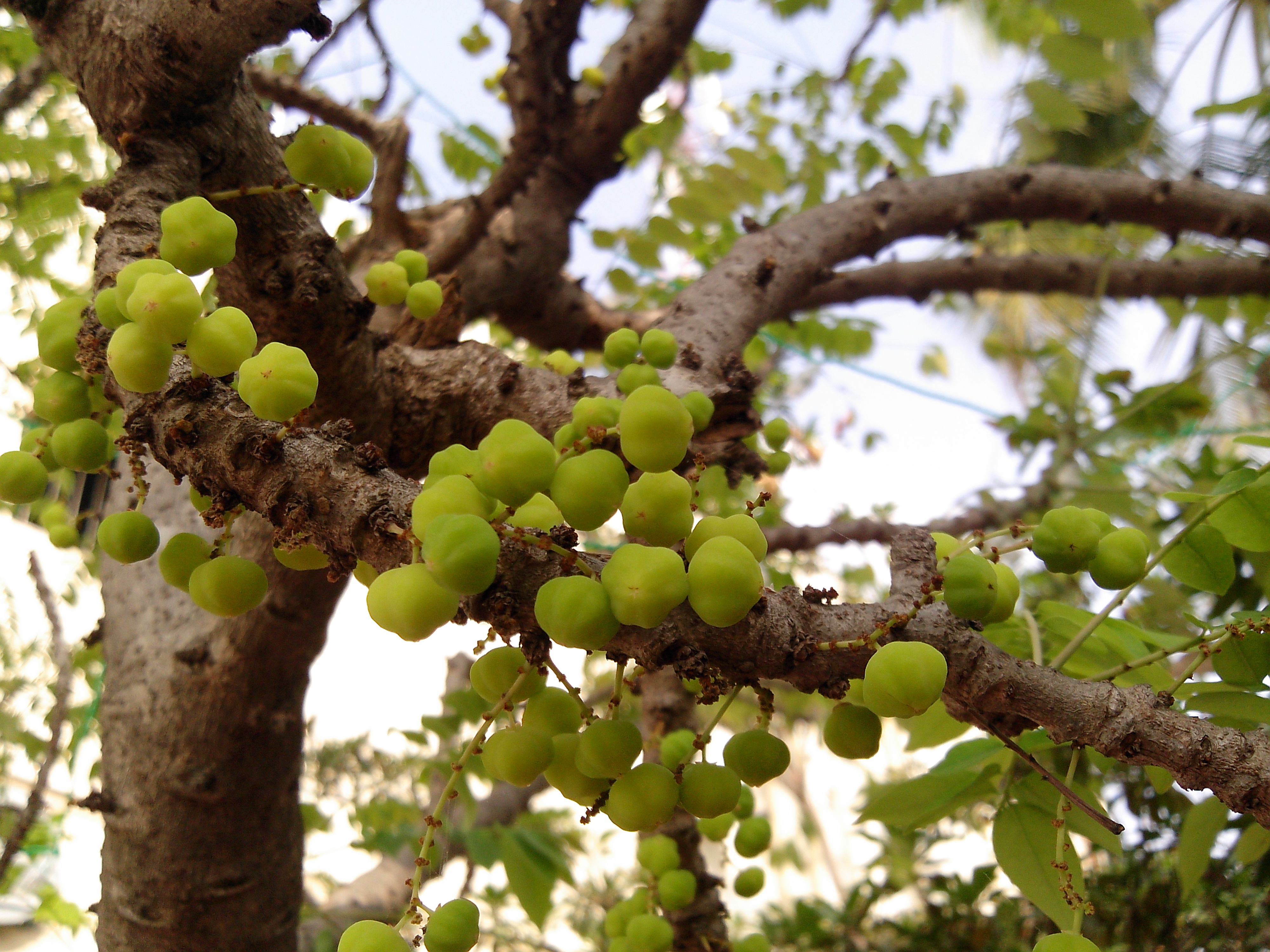
Fruits verts sur la tige, dans le district de Salem (Inde).
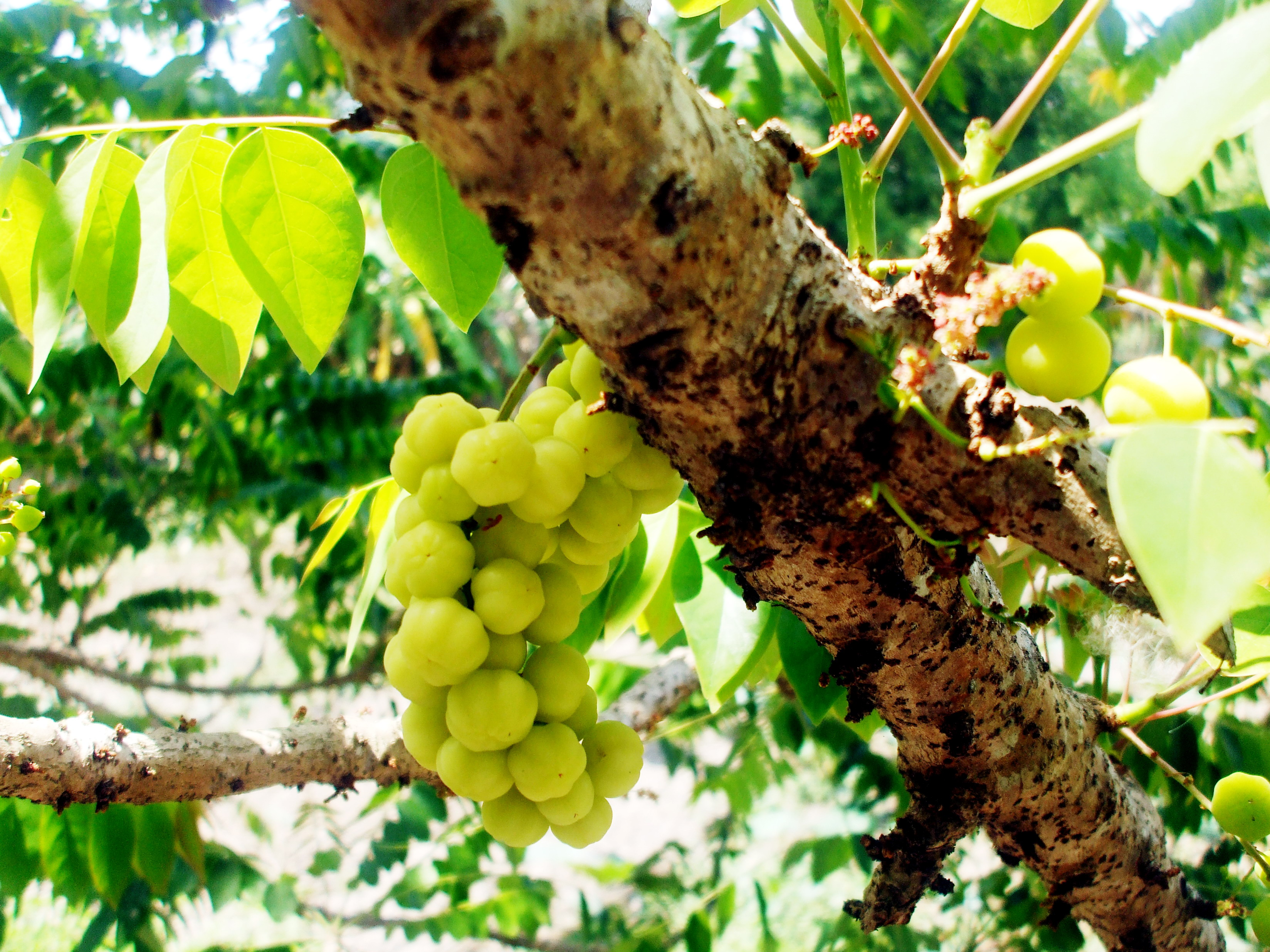
Grappe de fruits sur la tige, au Vietnam.
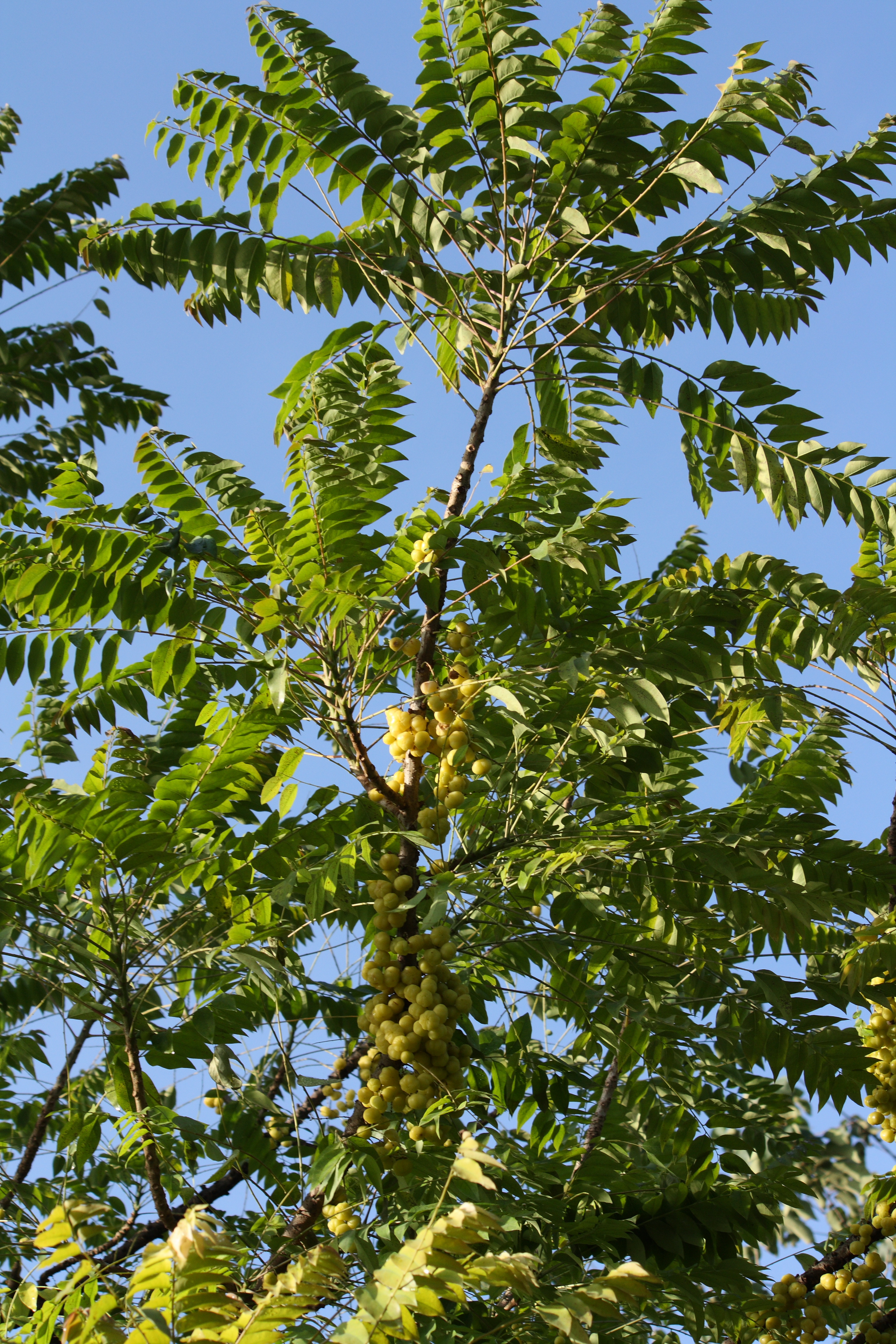
Houppier et tige couverte de fruits
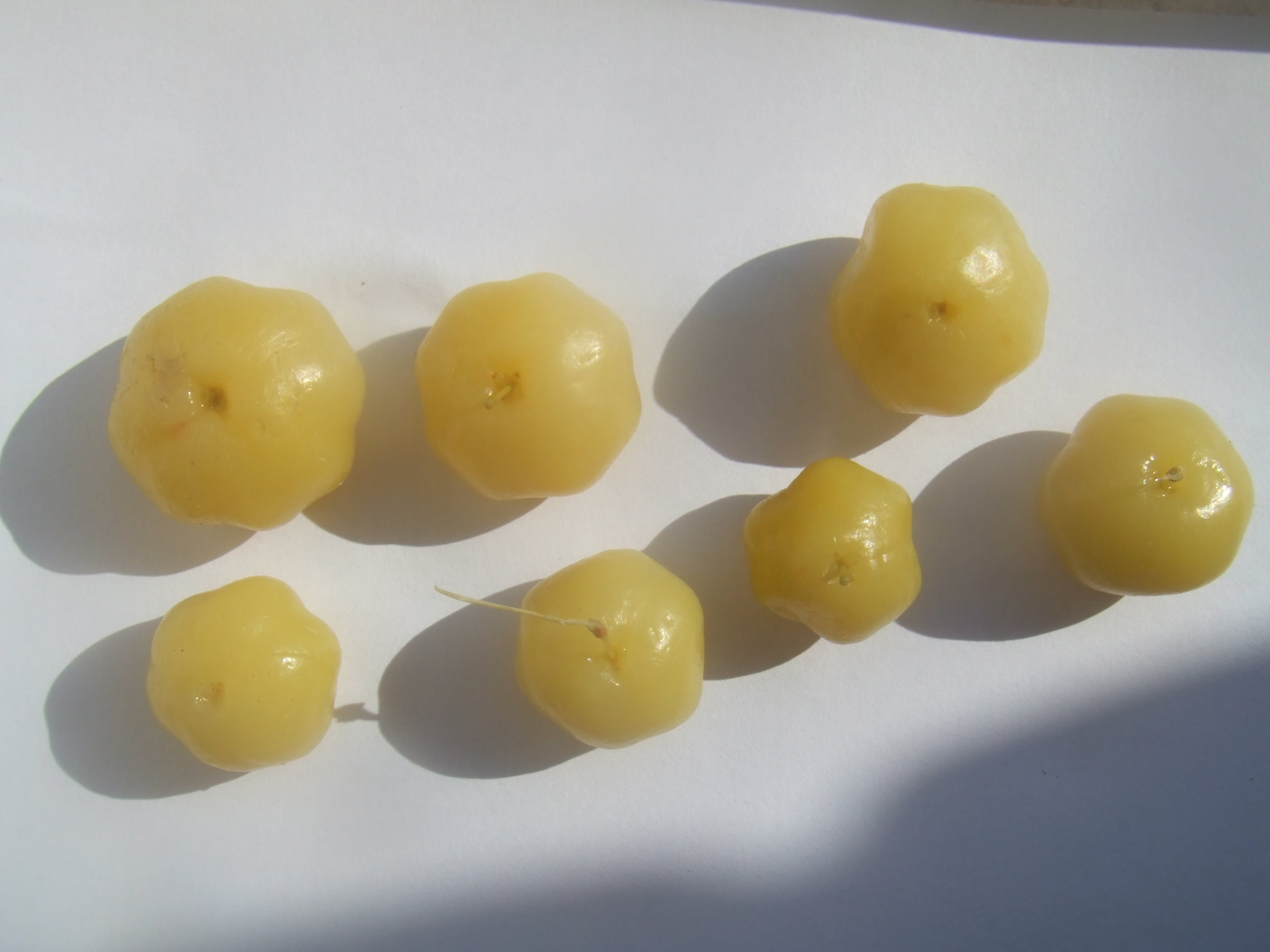
Fruits.
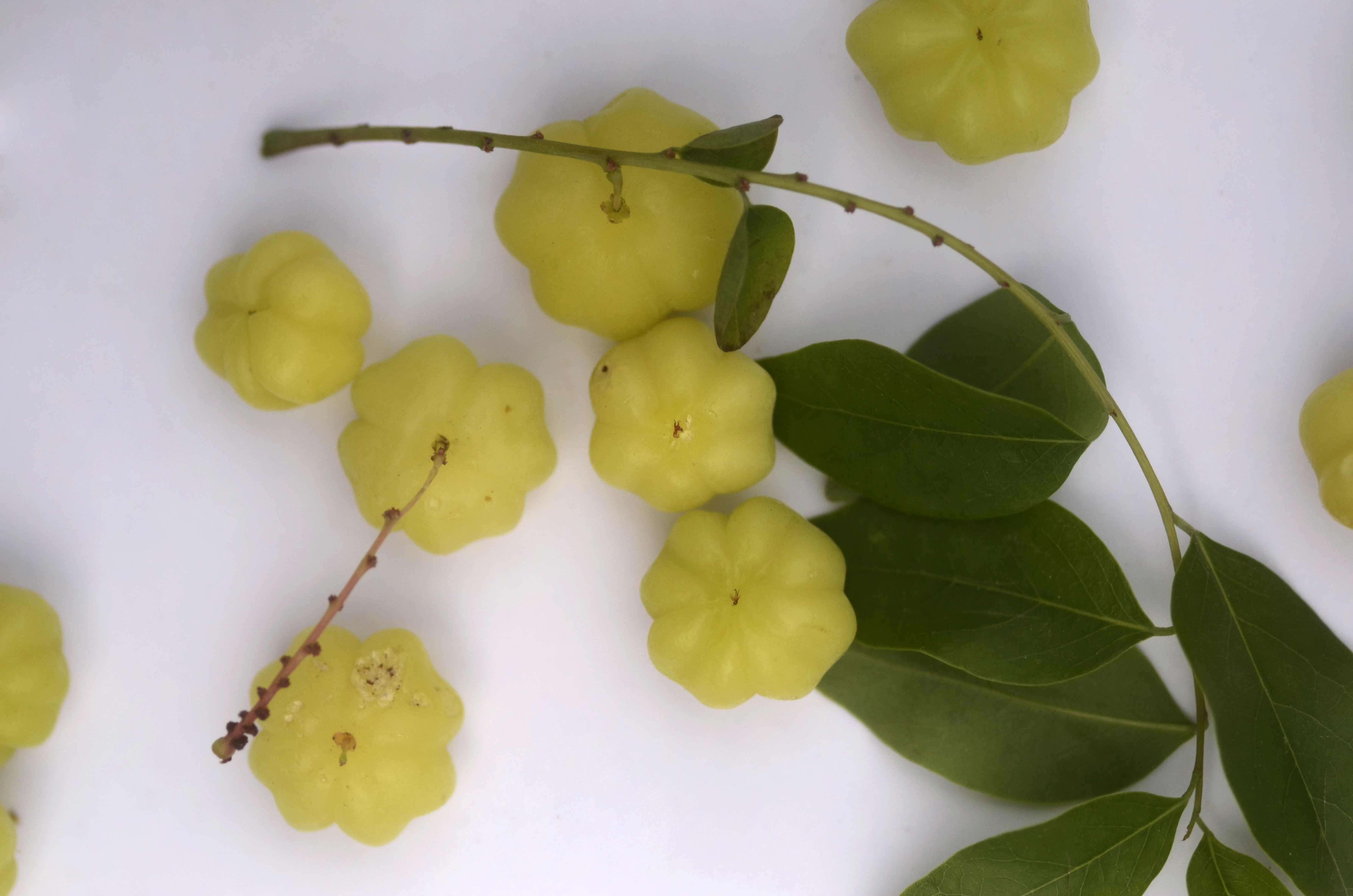
Détail de fruits de Phillanthus acidus en Inde.
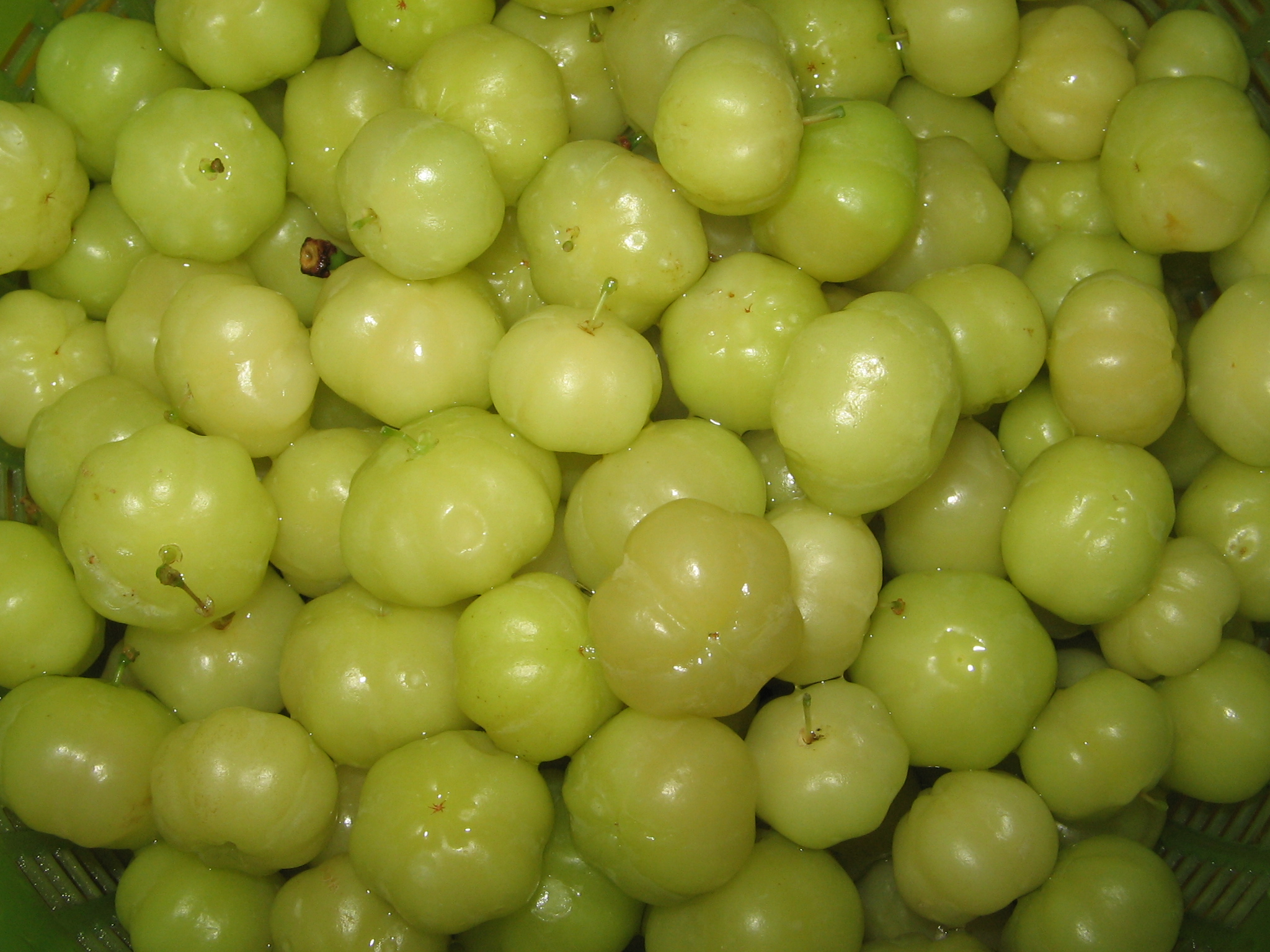
Récolte de fruits en Malaisie.